# Siseme
Genre
Siseme est un genre de lépidoptères (papillons) de la famille des Riodinidae qui résident en Amérique du Sud.

## Dénomination
Le nom Siseme leur a été donné par John Obadiah Westwood en  1851.
Synonyme : Hopffer Staudinger, [1888]

## Liste des espèces
- Siseme alectryo Westwood, [1851]; présent en Colombie, en Bolivie, en  Équateur, au Brésil et au Pérou
- Siseme aristoteles (Latreille, [1809]); en  Équateur et en Colombie.
- Siseme atrytone Thieme, 1907; en Bolivie.
- Siseme militaris (Hopffer, 1874); présent au Pérou
- Siseme neurodes (C. & R. Felder, 1861); présent en Colombie, en Bolivie, au Venezuela et au Pérou
- Siseme pallas (Latreille, [1809]); présent en Colombie, en Bolivie, au Venezuela et au Pérou
- Siseme peculiaris Druce, 1904; présent au Pérou
- Siseme pedias Godman, 1903; en Colombie.
- Siseme pseudopallas Weymer, 1890; présent au Pérou

### Source
- (en) Siseme sur funet